# San Diego del Llanito
San Diego del Llanito es una localidad del estado mexicano de Guanajuato. Es parte del municipio de Dolores Hidalgo.

## Demografía
| Censo | Población |
| ----- | --------- |
| 2000  | 220       |
| 2010  | 748       |
| 2020  | 1 116     |